# Головань, Евгения Алексеевна
Евгения Алексеевна Головань (укр. Євгенія Олексіївна Головань, род. 15 декабря 1925, Весёлый Кут) — советский партийный деятель, председатель колхоза имени Калинина Добровеличковского района Кировоградской области Украинской ССР. Герой Социалистического Труда (1973). Член Ревизионной комиссии КПУ (1966—1976). Член ЦК КПУ (1976—1981).

## Биография
Родилась 15 декабря 1925 года в селе Весёлый Кут Шполянского района (ныне Черкасской области) в крестьянской семье.
В 1947 году окончила сельскохозяйственный техникум по специальности «зоотехник».
С 1947 по 1955 год — зоотехник Маловисковского и Тишковского районных отделов сельского хозяйства Кировоградской области.
С 1955 по 1966 год — главный зоотехник, заместитель председателя колхоза, секретарь партийного комитета колхоза имени Калинина Добровеличковского района в селе Тишковка.
В 1957 году вступила в КПСС.
С февраля 1965 по 1986 год — председатель колхоза имени Калинина Добровеличковского района.
В 1973 году удостоена звания Героя Социалистического Труда за выдающиеся трудовые достижения.
Избиралась делегатом XXIV съезда КПСС, XXIII и XXV съездов КПУ.
После выхода на пенсию проживала в Киеве.

## Награды
- Медаль Серп и Молот (1973);
- дважды Орден Ленина (1973;);
- Орден Октябрьской Революции;
- Орден «Знак Почёта».